# Koersrol

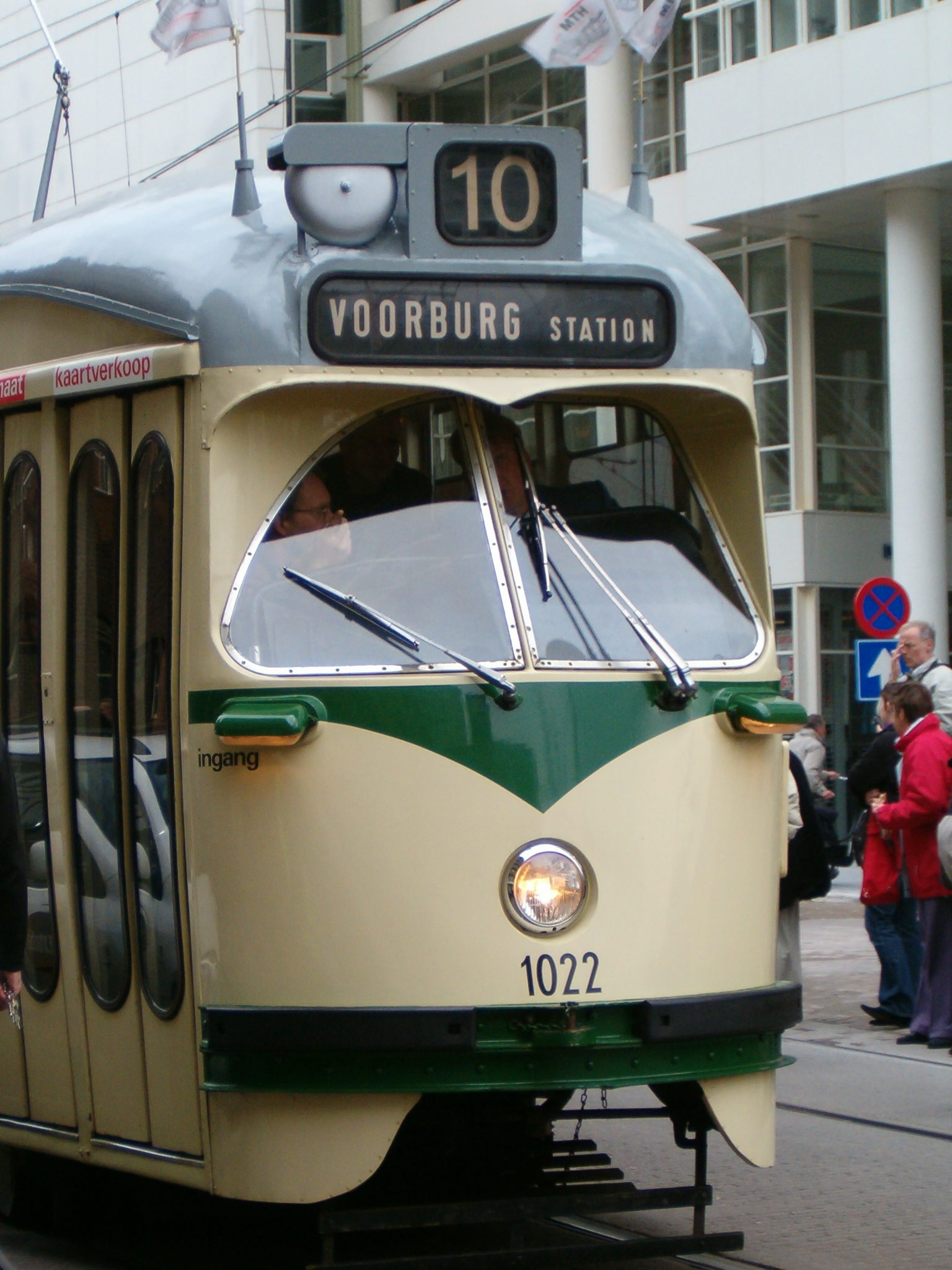
Historische tram met koersrol

Een koersrol of filmrol geeft bij voertuigen van het openbaar vervoer de eindbestemming aan. Bij een trein wordt vaak alleen de eindbestemming aangegeven, bij andere voertuigen vaak ook een lijnnummer. Soms worden ook tussenstops aangegeven. De rol of film bevindt zich in een kast en kan 's avonds worden verlicht. Het lijnnummer bij trams en bussen wordt meestal aangegeven door een aparte rol (lijnfilm), maar soms staan beide op dezelfde rol.
Bij treinen bevindt de koersrol zich meestal op de zijkant, bij de Coradia LINT onder de voorruit en bij de SLT, FLIRT en SNG boven de voorruit. Bij bussen, trams en metro's bevindt de rol zich boven de voorruit of soms naast de voorruit, met vaak ook een tweede koersrol aan de zijkant of een derde aan de achterkant.
Een dergelijke voorziening ontbreekt meestal bij bussen voor langere afstanden en groepsvervoer (soms touringcars genoemd).
Wordt zo'n bus bij een lijndienst gebruikt (bijvoorbeeld wegens gebrek aan materieel of ter vervanging van een treindienst), dan moet men zich vaak behelpen met een papiertje dat achter de ruit wordt geplakt. Dit geldt ook als een lijnbus van een ander vervoerbedrijf wordt gebruikt.

## Geschiedenis

### Koersbord

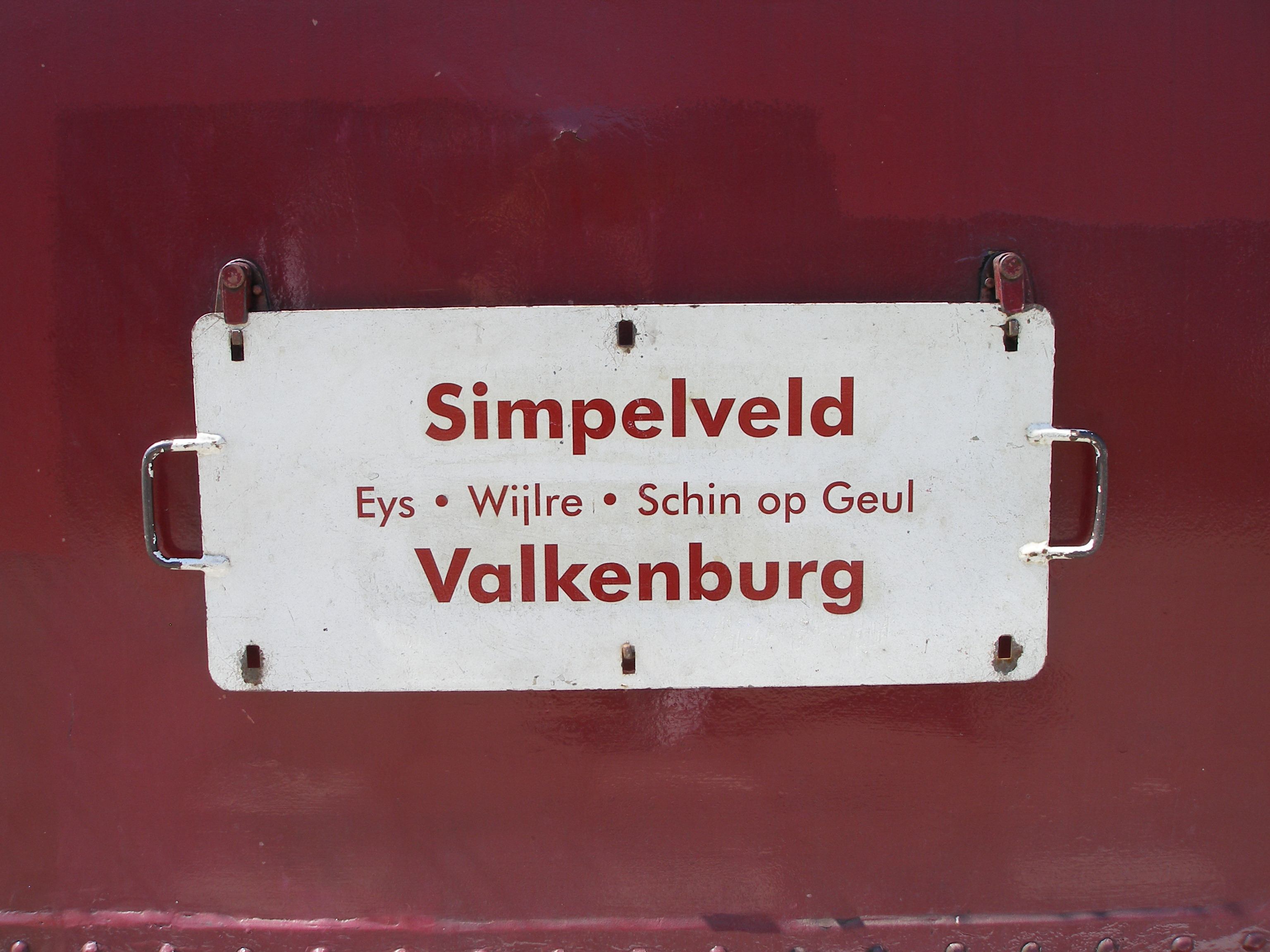
Metalen Koersbord

Oorspronkelijk hadden treinen geen koersrollen maar koersborden. Dit waren metalen borden die aan de zijkant van de trein worden gehangen. De afmetingen van deze borden waren gestandaardiseerd, zodat elk bord op elke trein paste.
Het gebruik van verschillende koersborden had het nadeel dat de borden gemakkelijk zoek raakten. Een koersbord Amsterdam-Brussel bleef bijvoorbeeld in Brussel liggen terwijl het in Amsterdam weer nodig was.
Vaak werd gewerkt met omkeerbare borden: borden die een voor- en achterkant hebben, zodat het bord in het eindstation alleen maar hoeft te worden omgekeerd.
Er waren ook borden die niet alleen achterstevoren maar ook ondersteboven gehangen kunnen worden. Dan zag men boven de bestemming van de trein en daaronder, ondersteboven, een andere bestemming, die op het moment genegeerd moest worden.
Ook werden er borden met omklapbare panelen gebruikt, om nog meer bestemmingen te kunnen aangeven zonder dat er borden verwisseld hoefden te worden.
In de jaren 1970 voerden de Nederlandse Spoorwegen een universeel systeem in. Aan elk koersbord hing een bakje met losse bordjes - een bordje voor elke eindbestemming in Nederland. Een van de bordjes kon uit het bakje worden gehaald en aan de buitenkant worden opgehangen. Op den duur beviel dit systeem niet: het was weleens lastig een bordje terug in het bakje te krijgen, waardoor het bordje op het perron bleef liggen en zoek raakte. En ook als het bordje wel in het bakje zat, was het weleens lastig te vinden, want de bordjes werden lang niet altijd op de oorspronkelijke alfabetische volgorde teruggelegd.
Bij tram en bus moesten de voertuigen worden ingetuigd, dat wil zeggen voorzien van lijnnummer, eventueel lijnkleur en de route en eindbestemming. Het lijnnummer werd meestal met een bord of een glaasje aangegeven waardoor 's avonds licht scheen. De bestemming werd meestal met een beschilderd bord en zijlat aangegeven. In Amsterdam hadden de trams ook lijnkleurglaasjes en een beugelcijfer.

### Koersrol
Met Mat '64 werd in Nederlandse treinen de koersrol ingevoerd, een linnen of plastic rol met namen die doorgedraaid werden met een motortje. Het mechanisme werd vanuit de cabine van de conducteur of een afgesloten kastje op een balkon op afstand bediend. Vaak deed de conducteur dat direct nadat het laatste tussenstation gepasseerd was, zodat de rol bij aankomst in het eindstation klaar was voor de terugreis.
Bij trams en bussen was bij een aantal bedrijven een dergelijke rol al veel eerder in gebruik, bij sommige bedrijven al voor 1940. Deze rollen waren niet gemotoriseerd, ze werden bediend door aan een slinger te draaien. De volgorde op de rollen was vaak niet op lijnnummer of op bestemming, maar op volgorde van exploitatie. Hierbij was meestal een aparte rol voor het lijnnummer en de bestemming maar soms een gecombineerde zoals bij de Amsterdamse drieasser-trams. Sommige bedrijven hadden voor het tweecijferige lijnnummer twee rollen met elk één cijfer. De streekbussen hadden na de invoering van lijnnummers boven de 100 meestal 3 lijnrollen waarbij alle lijnnummers van 1 tot en met 999 konden worden voorgedraaid. Kleuren van de films konden een bepaalde betekenis aangeven.
De bestuurder moest op het eindpunt de rol doordraaien, meestal door boven het raam aan een slinger te draaien, later soms ook met een motortje. Aan de achterkant van de rol waren merktekens aangebracht die correspondeerden met een legenda binnen zodat de bestuurder van binnenuit kon zien of de bestemming juist was voorgedraaid. Bij sommige bedrijven (onder meer heden ten dage nog in Lissabon) gebruikt men daarvoor een spiegel.
Koersrollen komen anno 2024 in Nederland alleen nog voor bij de Amsterdamse metro en in België bij de Antwerpse PCC-cars.

### Klapjes
Een andere vorm van een lijnfilm zijn klapjes; deze vorm van lijnaanduiding kwam vroeger voor op de oudste metrostellen in Amsterdam.

### Koersdisplay
Vanaf de eind jaren tachtig werden langzamerhand de koers- en filmrollen vervangen door een digitale display, omdat hierop gemakkelijker bestemmingen zijn te wijzigen en het aantal weer te geven bestemmingen niet beperkt is door de lengte van de rol. Een aantal trams, metro's en bussen die oorspronkelijk films hadden kregen later een display, soms met een lijnkleur. Nadeel van een display is de slechte zichtbaarheid bij fel zonlicht.
Bij de trein werden de koersrollen van de Koploper en SGMm na de grote revisie en modernisering ook door moderne displays vervangen.

## Galerij

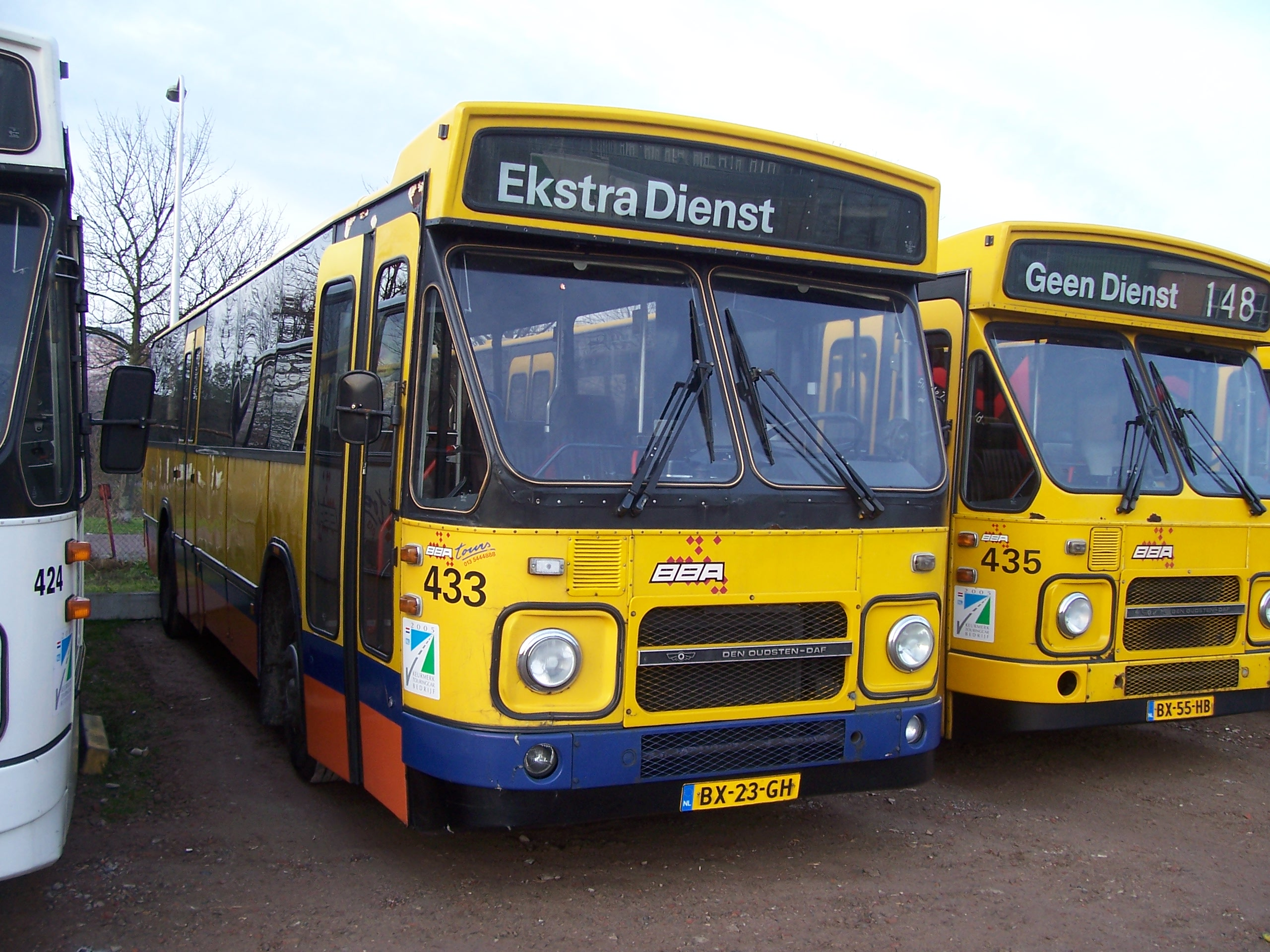
Een BBA-bus met een oude plastic koersrol (met onjuiste spelling)
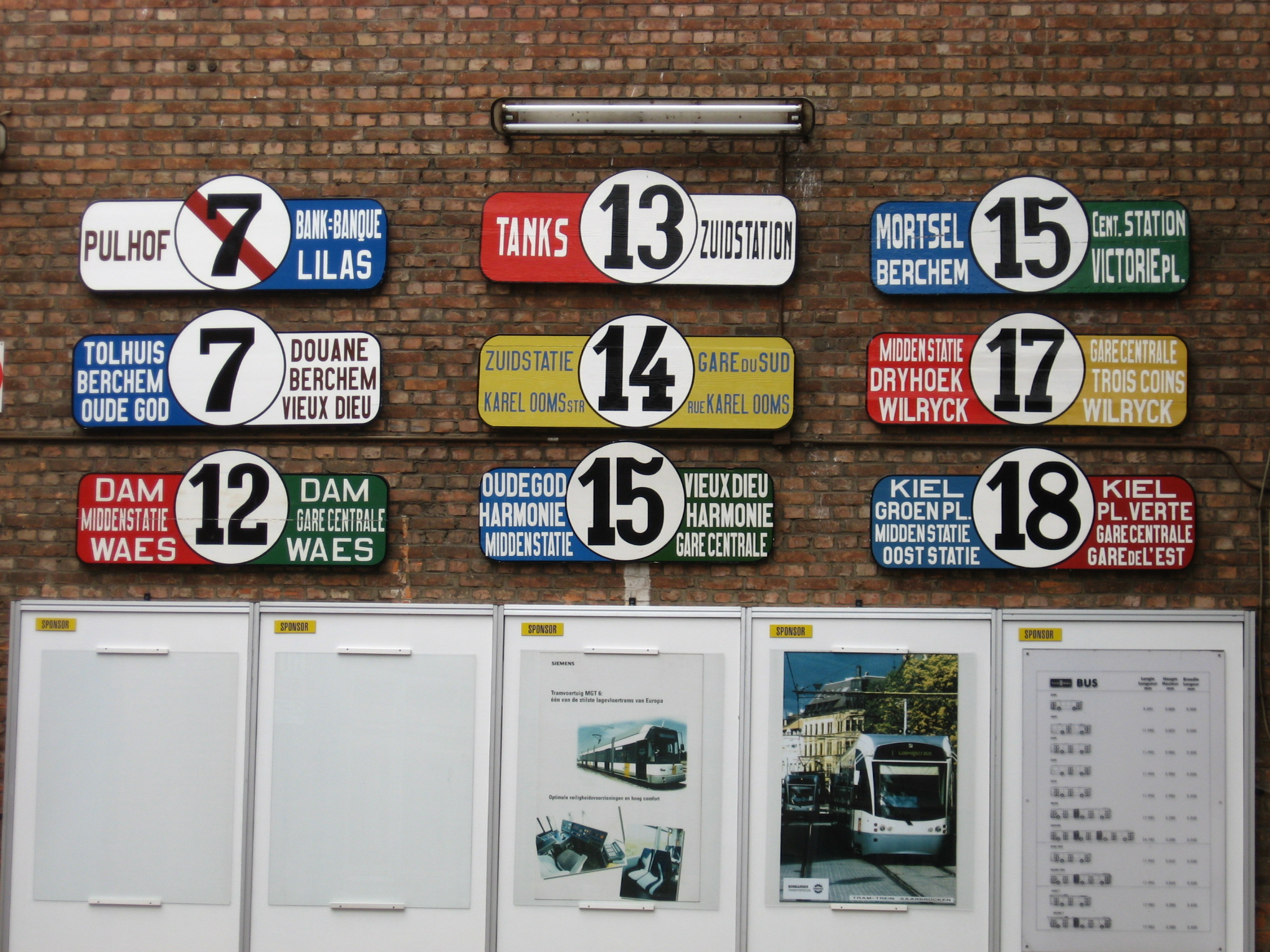
Vroegere koersborden Antwerpse tram
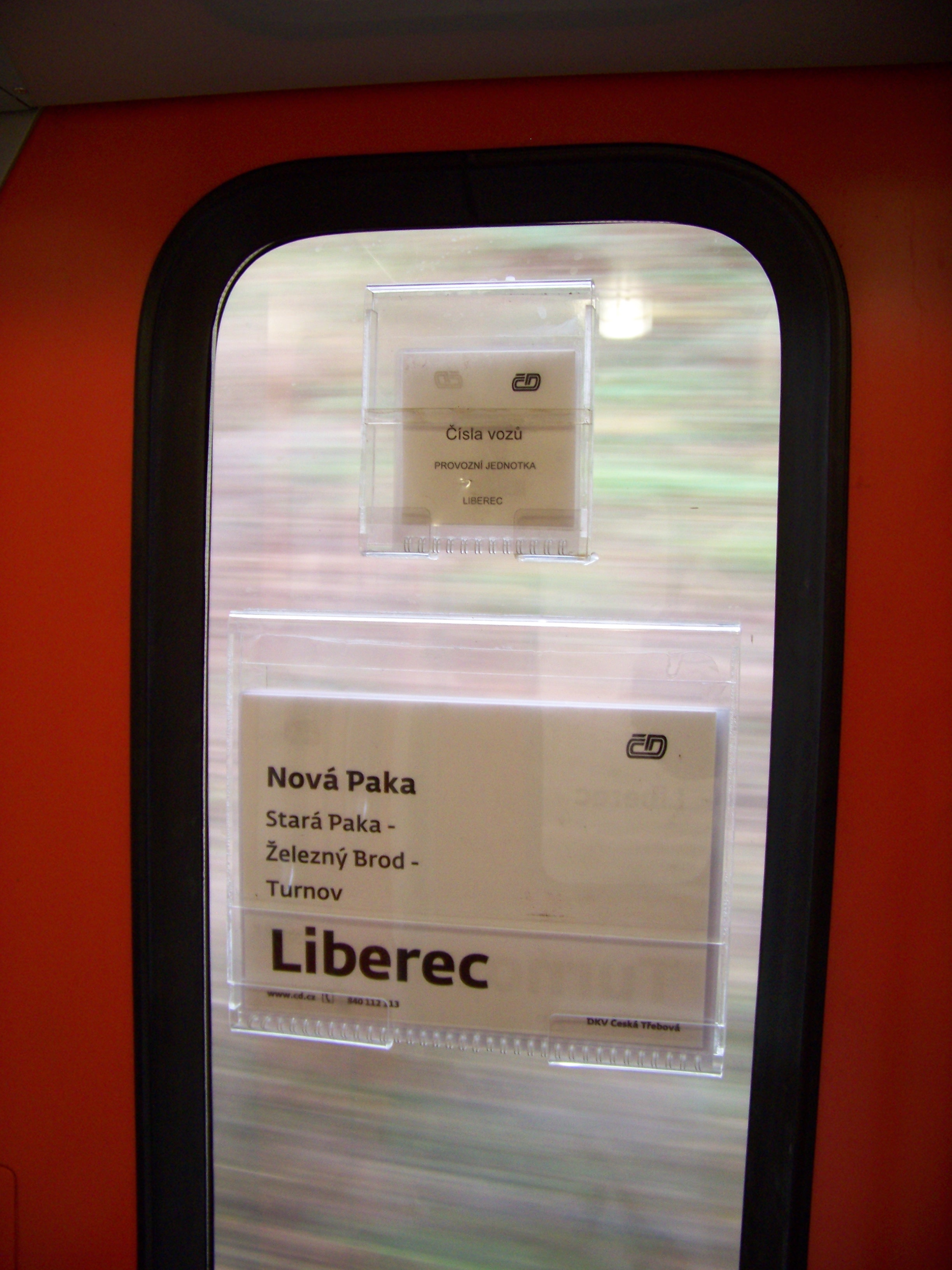
Plastiek koersbord aan deurraam
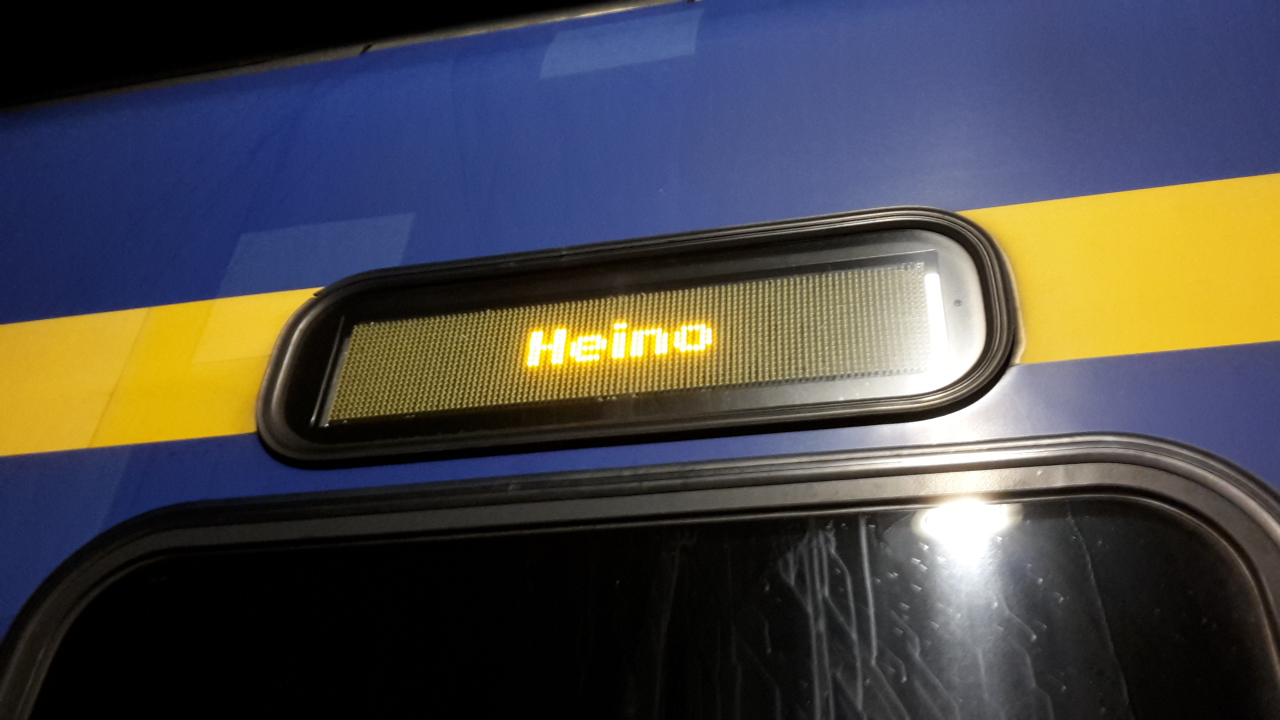
VIRM-koersdisplay toont Heino
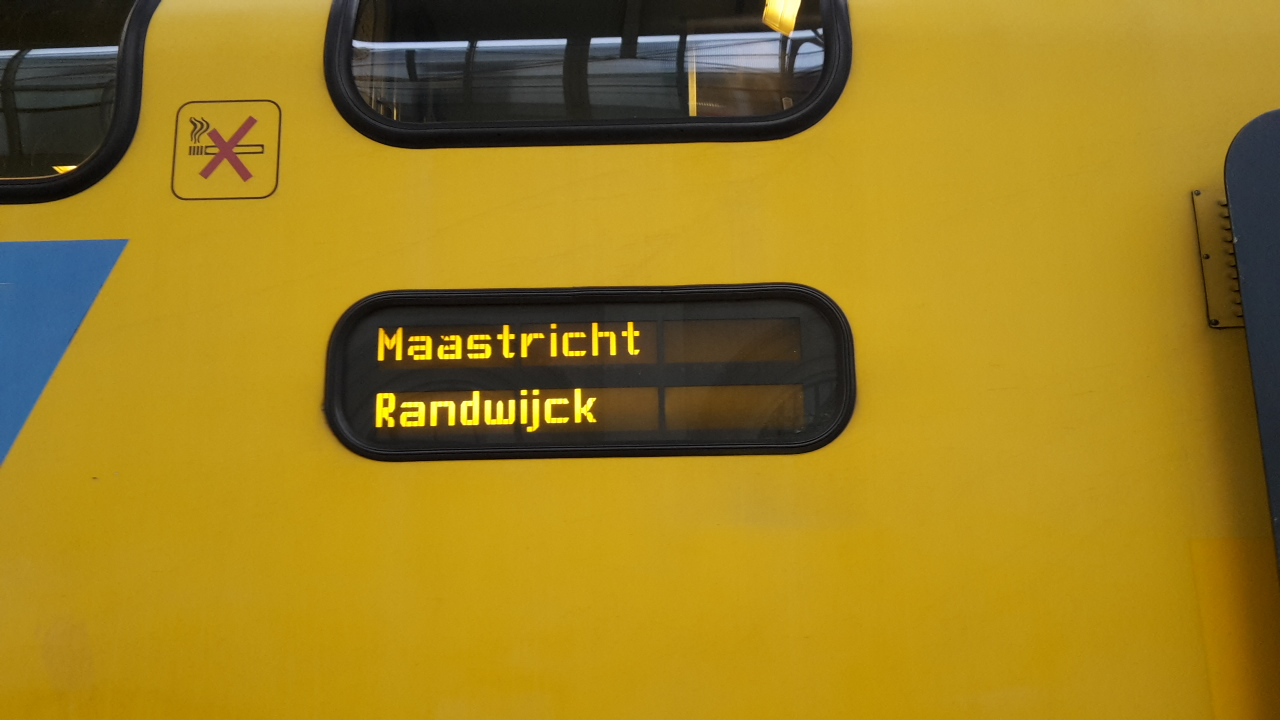
DD-AR-koersdisplay toont Maastricht Randwyck
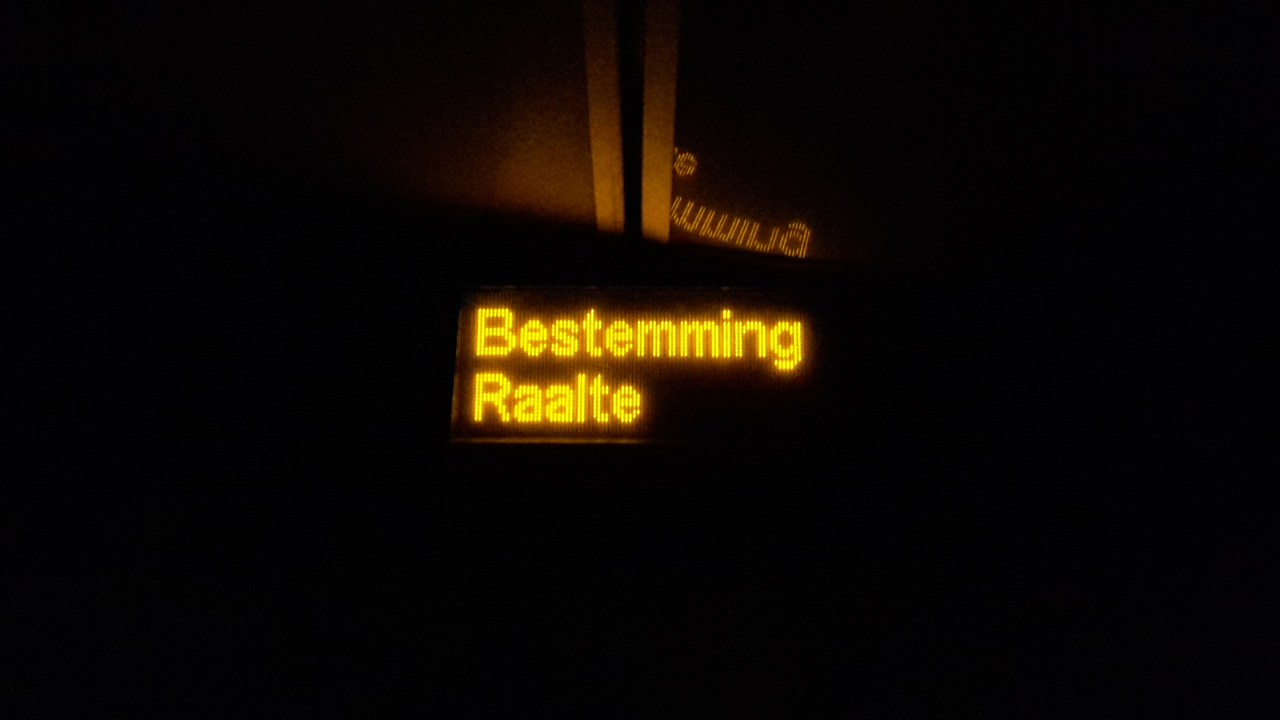
SGMm-koersdisplay toont Raalte